# غانم حمرشه
غانم حمرشه (انگلیسی: Ghanem Hamarsheh؛ زادهٔ ۱ ژانویهٔ ۱۹۷۷) بازیکن فوتبال اهل اردن بود.
از باشگاه‌هایی که در آن بازی کرده‌است می‌توان به باشگاه فوتبال الجزیره (امان) اشاره کرد.
وی همچنین در تیم ملی فوتبال اردن بازی کرده‌است.